# Staymanconventie
Stayman is een biedconventie in het bridge. Het is ontwikkeld rond 1945 en genoemd naar Samuel Stayman, die het als eerste in een artikel beschreef.
Het doel van de Staymanconventie is om na een SA-opening van partner een 4-4 fit in de hoge kleuren (harten of schoppen) te onderzoeken. Als nu klaver geboden wordt, geeft dat geen klaverkleur aan, maar vraagt het naar de hoge kleuren van de SA-opener. De achterliggende reden is dat met een fit de manche in een hoge kleur in het algemeen beter speelt en scoort dan 3SA.
Stayman is een conventie die erg veel gespeeld wordt en is een van de weinige conventies waarbij men zelfs met een onbekende partner ervan kan uitgaan dat hij het speelt.

## Standaard Stayman
Traditioneel biedt men "Stayman" vanaf inviterende kracht, dus bij een 15-17 1SA-opening vanaf ongeveer 8 à 9 punten. Bij een 20-22 2SA-opening vanaf een punt of drie. Het traditionele antwoordschema uitgaand van 1SA - 2♣ is:
- 2♦ - geen vierkaart hoog
- 2♥ - vierkaart harten
- 2♠ - vierkaart schoppen
- 2SA - vierkaart harten én schoppen

Als er geen hoge kleurenfit is zal de Stayman-bieder in het algemeen inviteren met 2SA of vanaf 10 punten 3SA bieden. Als er wel een fit is zal hij inviteren op 3-niveau dan wel vanaf 10 punten de manche bieden.

## Stayman Relay
Veel paren spelen tegenwoordig echter een systeem waarbij het 2SA-antwoord verwijderd wordt. Met beide vierkaarten hoog, wordt er dan 2♥ geboden. Het voordeel van dit systeem is, dat de antwoorder ook met bepaalde zwakke 'rommel'handen Stayman kan bieden. Met een 4450-verdeling (renonce klaveren, vijfkaart ruiten), kan zelfs met 0 punten 2♣ geboden worden, en vervolgens op elk antwoord gepast worden. Immers als de SA-opener een of beide hoge vierkaarten heeft is er een 4-4 fit, als hij 2♦ biedt zal hij vrijwel altijd 3 of meer ruiten hebben.
Het beperkte nadeel van deze afspraak is dat je met een gewone Stayman met een vierkaart schoppen na een 2♥ antwoord nog niet weet of er een fit is. Maar door nu SA te bieden geef je dat precies aan: geen vierkaart harten (anders was ♥ geboden), wel een vierkaart schoppen (anders was geen 2♣ geboden). De SA-opener kan dus nu nog ♠ bieden wanneer hij beide vierkaarten hoog had.
Sommige partners spreken af dat met alle zwakke handen met beide vierkaarten hoog Stayman geboden kan worden. Als de SA-opener een of beide hoge vierkaarten heeft is de fit weer gevonden, ingeval er een ongunstig 2♦ antwoord is kun je dat passen met 4 of meer ruitens en anders 2♥ bieden waarna de SA-opener past of corrigeert naar 2♠. Geen fit, maar nog wel een 4-3.
Weer anderen spreken af dat met alle zwakke handen met 5-4 hoog Stayman geboden kan worden. Als de SA-opener een of beide hoge vierkaarten heeft is de fit weer gevonden, ingeval er een ongunstig 2♦ antwoord is kun je dat corrigeren naar de kleur van de vijfkaart (dus 2♥ of 2♠), waarna de SA-opener past, zodat er minstens een 5-2 fit is.

## Checkback Stayman
Checkback Stayman is een soort Stayman om na een SA-rebid van partner weer de hoge kleuren te onderzoeken. Na bijvoorbeeld 1♣-1♠-1SA vraagt 2♣ dan om de hoge kleuren. Je hebt dan zelf een vijfkaart en ten minste inviterende kracht.  
De antwoorden zijn :
2♦/2SA ontkent hoge kleuren met een minimum/maximum
2/3♥ (de ongeboden hoge kleur) toont een vierkaart en ontkent een driekaart in de geboden hoge kleur
2/3♠ (de geboden hoge kleur) toont een driekaart met een minimum/maximum
Ook na een 2SA rebid kun je met 3♣ naar de hoge kleuren informeren. In dat geval wordt geen minimum en maximum aangegeven.

## Andere varianten
Enkele variaties van Stayman zijn:
- Puppet Stayman: Hierbij wordt niet naar een vierkaart, maar (ook) naar een vijfkaart hoog gevraagd. Puppet Stayman na 2SA (met 3♣) heet in Nederland vaak Niemeijerconventie, maar helemaal correct is dit niet - de Niemeyerconventie is een volledig antwoordschema, waarvan de Puppet Stayman slechts een onderdeel is.
- Two Way Stayman: Hierbij is niet alleen 2♣, maar ook 2♦ Stayman. Er zit natuurlijk wel een verschil tussen beide biedingen, wat in het algemeen inhoudt dat 2♦ mancheforcing is, terwijl 2♣ hooguit inviterend is.